# Tour della nazionale maschile di rugby a 15 del Galles 1975
Il Tour della Nazionale di rugby a 15 del Galles 1975 fu una serie di incontri di rugby a 15 disputata da una selezione gallese in Asia nel 1975.
Secondo la consuetudine dell'epoca gli incontri non ebbero validità ufficiale per la federazione gallese, poiché le squadre britanniche non riconoscevano come ufficiali i match al di fuori del Cinque Nazioni o delle sfide con Australia, Nuova Zelanda e Sudafrica

## Risultati principali
| Hong Kong 10 settembre 1975 | Hong Kong | 3 – 57 | Galles XV |  |

| 18 settembre 1975 | Giappone B | – | Galles XV |  |

| Osaka 21 settembre 1975 | Giappone | 12 – 56 | Galles XV | (Hanazono) |

| Tokyo 24 settembre 1975 | Giappone | 6 – 82 | Galles XV | (Olympic) |